# Partito Comunista Libanese
Il Partito Comunista Libanese (in arabo الحزب الشيوعي اللبناني‎?, al-Hizbu-sh-shuy'uī-l-lubnānī) è un partito politico comunista libanese, fondato nel 1924 da Youssef Ibrahim Yazbek e Fou ' al-shmeli.